# Vernonia commutata
Vernonia commutata là một loài thực vật có hoa trong họ Cúc. Loài này được Ekman miêu tả khoa học đầu tiên năm 1914.